# Pohlen (Linda b. Weida)
Pohlen ist ein Ortsteil von Linda b. Weida im Landkreis Greiz in Thüringen.

## Lage
Pohlen wird von der Landesstraße 1082 verkehrsmäßig erfasst. Südöstlich vom Dorf befindet sich die Talsperre Pohlen. Die kleinen Geländeetagen sind mit Gestrüpp oder Bäumen bewachsen.

## Geschichte
1308 wurde das Dorf erstmals urkundlich erwähnt.
2012 leben im Ort 100 Einwohner.